# Ann Hamilton
Ann Hamilton, född 22 juni 1956 i Lima, Ohio, är en amerikansk konstnär som arbetar med installation, video, skulptur, fotografi, textil och grafik.

## Biografi
Hamilton är utbildad vid University of Kansas och tog 1979 sin kandidatexamen i fri konst med inriktning textildesign. Därefter utbildade hon sig vid Yale University School of Art och tog 1985 en masterexamen i fri konst med inriktning skulptur. Hon arbetade mellan åren 1985–1991 som assisterande professor vid University of California och arbetar sedan 2001 som professor i fri konst vid Ohio State University.
Hamilton har ställt ut på flera stora institutioner runt om i världen som The Guggenheim Museum i New York 2009, Akira Ikeda Gallery i Taura, Japan 2001, The Tate Gallery i Liverpool 1994. Hon har också representerat USA på biennalen i São Paulo 1991 och Venedigbiennalen 1999.

## Konst
Hamilton arbetar ofta med storskaliga platsspecifika installationer där hon blandar olika konstnärliga tekniker och använder video, ljud och text tillsammans med material som textil och trä i samma verk. Hennes verk är ofta knutna till den plats hon valt att arbeta på och dess specifika historia. Hon arbetar ofta med tidskrävande metoder och bygger sina installationer av repetitiva element. Flera av hennes installationer har ingripit i arkitekturen på den plats de blivit uppförda, Hamilton har då samarbetat med ingenjörer för att kunna genomföra projekten.
Hamilton har utfört flera offentliga verk däribland LEW wood floor för Seattle Central Library 2004 och VERSE för The William Oxley Thompson Memorial Library i Ohio 2011. Tillsammans med konstnären Michael Mercil och landskapsarkitekten Michael Van Valkenburgh skapade Hamilton verket Teardrop Park i Battery Park City, New York 1999–2004. För detta arbete fick de American Society of Landscape Architects Design Award 2002 samt American Society of Landscape Architects Honor Award 2009.
Hamilton är representerad med verket Lignum i Wanås Slottspark där hon skapat en installation på samtliga fem våningsplan i det gamla Magasinet från 1823.

## Verk i urval

### Offentliga verk
- VERSE, Ohio 2011
- Ground, Providence 2010
- Teardrop Park, New York 2004
- LEW wood floor, Seattle 2003
- Allegheny Park, Pittsburgh 2001

### Installationer
- The event of a thread, 2012-2013
- Stylus, 2010
- Tower, 2007
- Voce, 2006
- Corpus, 2004
- Lignum, 2002
- The picture is still, 2001
- Myein, 1999
- Kaph, 1997
- Tropos, 1994
- Indigo blue, 1991
- Still life, 1988